# Bucaspor
Bucaspor – turecki klub sportowy z siedzibą w Izmirze. 

## Historia
Założony w 1928 roku. Oprócz sekcji piłki nożnej klub posiada wiele innych, m.in. koszykówki oraz siatkówki. Od 2010 roku grała w pierwszej lidze. W sezonie 2010/2011 zanotowała spadek do 1. Lig.